# Эпизод с экс-партнёром Фиби
«Эпизод с экс-партнёром Фиби» (англ. The One with Phoebe's Ex-Partner) — четырнадцатый эпизод третьего сезона американского комедийного телесериала «Друзья», впервые транслировался на NBC 6 февраля 1997 года.
Фиби встречает свою бывшую соисполнительницу, с которой они расстались, так как последняя продавала их песни для рекламы (джинглов). Чендлер идёт на свидание с девушкой с искусственной ногой, с которой ранее встречался Джоуи. В итоге, Чендлер решается удалить свой третий сосок. Росс пытается приобщиться к новому миру Рэйчел, но это приводит лишь к ссоре.
Данная серия примечательна участием двух популярных на то время актрис: Шерилин Фенн (звезда сериала «Твин Пикс») и Элизабет Дэйли (певица и актриса кино и озвучивания).
Премьеру посмотрело 29 миллионов телезрителей. Эпизод помещён на 116-е место среди всех 236-ти эпизодов телесериала.

## Сюжет
В Центральной кофейне выступает новый музыкант. Все посетители, кроме Фиби, очень хорошо её принимают. Выясняется, что это бывшая партнёрша Фиби по творчеству — Лэсли. Фиби обижена на неё, так как Лэсли продавала их песни для рекламных роликов. Лэсли пытается уговорить Фиби вернуться к сотрудничеству.
В это время у туалета Чэндлер знакомится с симпатичной девушкой — Джинджер. Позже оказывается, что Джинджер встречалась с Джоуи, но тот избегает её из-за неловкого случая, произошедшего в прошлом: у девушки деревянный протез ноги и Джоуи случайно выбросил его в камин, после чего скрылся даже не извинившись.
Чэндлер и Джинджер хорошо проводят время на свиданиях. Он старается не думать о её ноге, но когда дело доходит до интима, Джиндер обнаруживает третий сосок Чендлера. Это вызывает в ней чувство брезгливости и она в спешке убегает.
Коллега Рэйчел — Марк, увольняется, но они собираются встретиться на семинаре о моде. Это взывает ревность у Росса и он решает, что сам пойдет на лекцию с Рэйчел. На семинаре рассказывают об актуальных стилях в одежде, Россу становиться скучно и он засыпает. Придя домой, Рэйчел и Росс ссорятся, обсуждая свои такие разные интересы. Рэйчел объясняет, что рада своей новой независимой жизни и они мирятся.
Фиби скучает по Лэсли, хотя ещё обижена на неё. Она решает вернуться и играет ей свою песню про драного кота. Лэсли продаёт «Драного кота» для рекламы кошачего туалета, что обижает Фиби и они опять расстаются.
Чендлер удаляет свой третий сосок, однако осознаёт, что лишился «источника своих сил».

## В Ролях

### Основной состав
- Дженифер Энистон — Рэйчел Грин
- Кортни Кокс — Моника Геллер
- Лиза Кудроу — Фиби Буффе
- Мэт Леблан — Джоуи Триббиани
- Мэтью Перри — Чендлер Бинг
- Девид Швимер — Росс Геллер

### Эпизодические роли
- Стивен Экхольт — Марк Робинсон
- Элизабет Дэйли — Лэсли
- Шерлин Фенн — Джинджер
- Джеймс Майкл Тайлер — Гантер

## Культурные отсылки
Во время ссоры с Рэйчел Росс упоминает фильм «Jurassic Park» (рус. «Парк Юрского периода») и придумывает свой фильм ужасов про одежду — «Jurassic Parka» (рус. «Парка Юрского периода»). В годы выпуска сериала в России такое слово как «парка» не было популярно, поэтому в русском переводе эта аллюзия не прослеживается.

## Приём
В оригинальном вещании США данный эпизод просмотрело 28,9 млн телезрителей.
В рейтинге, составленном сервисом Digital Spy, среди всех 236 серий «Друзей» этот эпизод занимает 116-е место.